# 神奈川県立生命の星・地球博物館
神奈川県立生命の星・地球博物館（かながわけんりつせいめいのほし・ちきゅうはくぶつかん）は、神奈川県小田原市にある自然科学系の博物館。「地球及び生命の営みに関する資料の収集、保管及び展示並びにこれに関する調査研究、情報提供等を行い、県民の学習活動を支援すること。」を目的に神奈川県が設置・運営を行っている。館長は田中徳久。

## 展示・施設
「46億年前の地球誕生から地球の未来を考える」をテーマに開館した。

### 主な展示室
- 地球展示室 - 地球の誕生から現在にいたるまでの宇宙との関わりや地球内部の構造などを紹介。隕石や世界中の鉱石などの実物に実際に触れてみることができる。
- 生命展示室 - 3階までの吹き抜けの展示室に巨大な恐竜の骨格標本や動物・昆虫・植物の標本を展示。昆虫の標本は環境や個体の大小による違いなどを紹介している。エントランスホールにはチンタオサウルスの骨格標本。その頭上には「宇宙波」というタイトルの天井画が描かれ、そのドームの中に翼竜であるトゥプクスアラとアンハングエラが展示されている[3]。また、ウェルカムベアーとしてアラスカヒグマの剥製も展示されている。
- 神奈川展示室 - 神奈川県の動植物の標本を展示。
- 共生展示室 - 人類が地球環境に与える影響やそれによる動植物の変化などを紹介。
- ジャンボブック展示室 - 自然科学の色々なテーマを百科事典になぞらえて紹介。また、このゾーンには高さ3.2メートルの立体百科事典が30冊展示されている[3]。

### 主な施設
- ミュージアムシアター
- ミュージアムライブラリー 自然科学の書籍やデータベース、標本などを閲覧できる。

## 沿革
- 1995年3月 - 神奈川県立博物館の自然史部門が独立して開設された。
- 2012年 - 当博物館所在地の小田原市や隣接する箱根町を含む一帯が箱根ジオパークとして指定された。
- 2020年 - 新型コロナウイルス感染症（COVID-19）の流行により、3月4日から6月30日まで臨時休館。2月29日から5月10日まで予定されていた企画展『ゴンドワナ－岩石が語る大陸の分裂と衝突』は各種イベントを中止した上で11月8日までの延長開催を実施。

## 交通
- 電車
  - 箱根登山電車入生田駅から徒歩約3分。
- バス
  - 伊豆箱根バス・箱根登山バス「入生田」停留所下車。国道1号上の博物館近接地に設置。
- 車
  - 国道1号から 「地球博物館前」交差点まがる（歩道橋に表示あり）
  - 西湘バイパス・小田原厚木道路から 箱根口ICで国道1号へ（博物館まで約600メートル）
  - 箱根新道で箱根方面から 山崎ICで国道1号へ（博物館まで約700メートル）[4]

博物館には185台分の駐車場が整備されているが、上記の新型コロナウイルス流行では大型バスの駐車不可（来場者受付停止）や地下駐車場限定の使用が行われた。また公式サイトのトップページでは、土曜・日曜・休日における電車や路線バスでの来場を呼びかけている。
なお、2005年に開通した小田原箱根道路（国道1号バイパス）は、同博物館の建物と早川の間にある博物館の敷地内の地下を「地球博物館トンネル」で抜けている。併設された歩道部は地上に整備され、博物館の横を通る。